# دابرون
دابرون (به آلمانی: Dabrun) یک منطقهٔ مسکونی در آلمان است که در کمبرگ واقع شده‌است. دابرون ۶۸۱ نفر جمعیت دارد.